# Rundflügelkauz
Der Rundflügelkauz (Uroglaux dimorpha), auch Rundflügel-Sperbereule genannt, ist eine kleine Eulenart aus Neuguinea. Tommaso Salvadori ordnete die Art bei der Erstbeschreibung 1874 der Gattung der Steinkäuze (Athene) zu. 1937 stellte Ernst Mayr die neue Gattung Uroglaux auf, mit dem Rundflügelkauz als einzigen Vertreter.

## Beschreibung
Der Rundflügelkauz erreicht eine Länge von 30 bis 33 Zentimetern. Er hat einen kleinen Kopf und einen langen Schwanz. Die Flügel sind kurz und an den Enden gerundet. Der Gesichtsschleier ist weiß, der Oberkopf weist eine feine schwarze Strichelung auf. Die Augenbrauen sind weiß. Die Oberseite ist braun und schwarz gebändert. Die Unterseite ist hell lederfarben mit kräftigen schwarzen und braunen Strähnen. Die großen Augen sind hellgelb. Der Schnabel ist grauschwarz. Die Jungvögel sind heller gefärbt als die erwachsenen Vögel. Die Stimme ist unbeschrieben.

## Verbreitung und Lebensraum
Der Rundflügelkauz kommt in Westneuguinea, Yapen sowie in Papua-Neuguinea vor. Er bewohnt Tieflandregenwälder, Waldränder, Galeriewälder und Savannen in Höhenlagen ab 1500 m.

## Lebensweise und Nahrung
Der Rundflügelkauz ernährt sich von Insekten, kleinen Nagern und mittelgroßen Vögeln, einschließlich Flaumfußtauben. Über die Brutbiologie ist kaum etwas bekannt. Jungvögel wurden Anfang August beobachtet.